# 喜花草
喜花草（学名：Eranthemum pulchellum）为爵床科喜花草属的植物。分布于喜马拉雅山、印度以及中国大陆的南部、西部等地，生长于海拔190米至800米的地区。
种名pulchellum意为“美丽的”，“小巧玲珑的”。

## 别名
可爱花（广州植物志）、爱春花（种子植物名称）、蓝花仔（香港）。

## 异名
- Eranthemum nervosum R. Br.